# Talmud

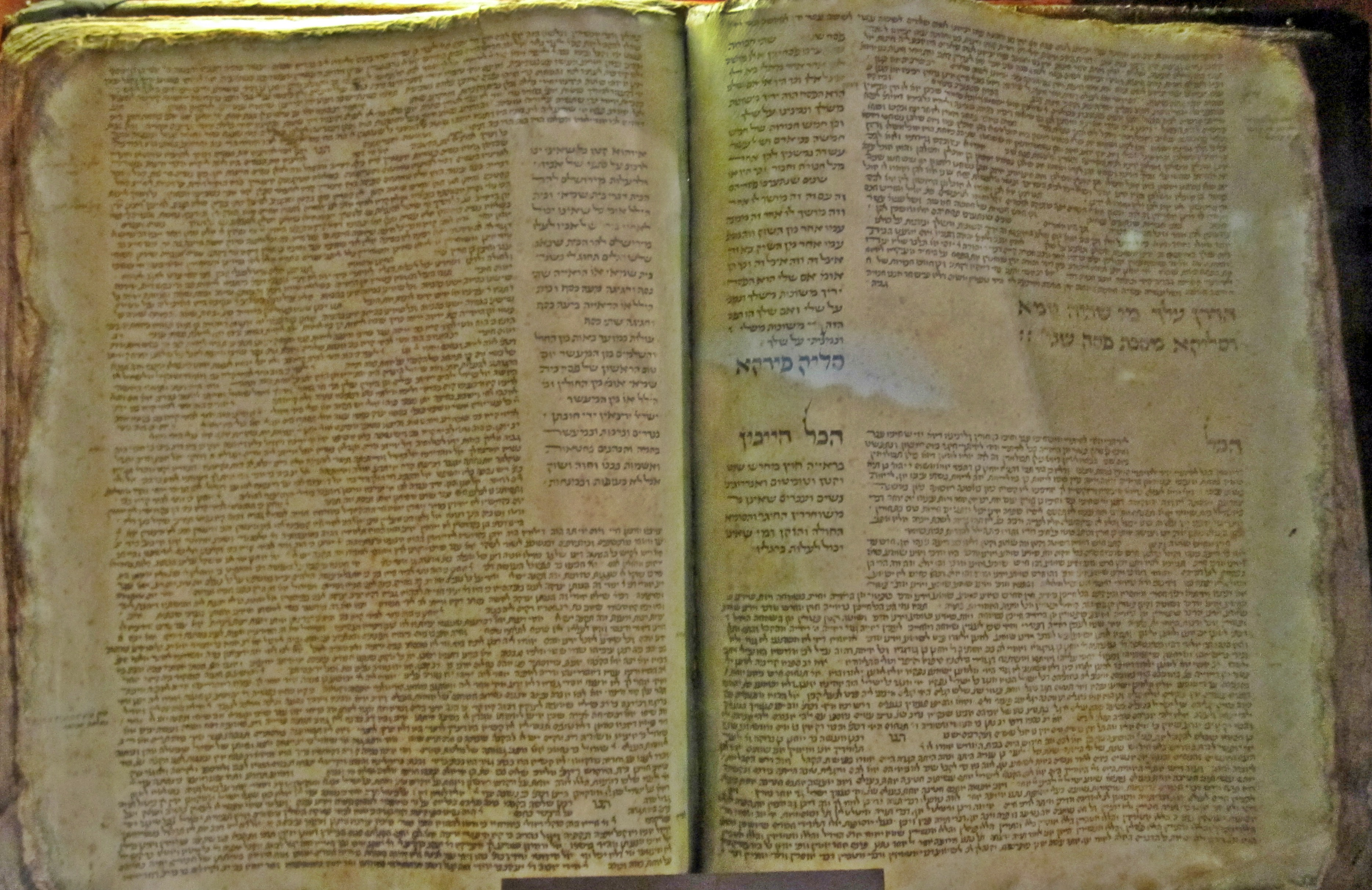
Babylonian Talmud, 1342

A Talmud (תַּלמוּד héberül: „tan, tanulmány, ami tanulva lett”) a posztbiblikus zsidó irodalom legnagyobb és egyértelműen legfontosabb, tematikus rendszerbe foglalt gyűjteménye, a zsidóság enciklopédiája, jogi és vallási alapvetése, szokásjogi gyűjteménye, bibliaértelmezéseinek tárháza, a rabbinikus judaizmus kiindulópontja.
Egyik elnevezését, a jám ha-Talmúdot (יָם הַתַּלמוּד; „a Talmud tengere”) terjedelméről és tartalmi gazdagságáról nyerte.
Magába foglalja a Misnát és annak magyarázatát, a Gemárát, mely mindkettő az úgynevezett szóbeli Tannak rendszerbe foglalt, összegző, írott változata – azaz az úgynevezett írott Tan (a Tóra, Mózes öt könyve) értelmezése körül kialakult Szentírás-magyarázó és a vallási törvényeket (halácha) részleteiben is megállapító hagyomány végleges rögzítése.
A Talmud több helyen említést tesz Jézusról is.

## Eredete, formát öltése
A Misná a hagyomány szerint Jehuda Hanászi szerkesztésében, 189 körül nyerte el végleges formáját, míg a Gemára a 2. és 6. század között. (A Talmud mintegy 800 rabbira, tanítóra hivatkozik név szerint is). A Gemára a Misna sokkal rövidebb és tömörebb szövegére reflektál, azt kommentálja, a különféle értelmezési hagyományokat egymással ütközteti, alternatív véleményeket ismertet, szájhagyomány útján örökített tantételeket rögzít. A Talmud sokat merít a Misnával párhuzamosan szerkesztett, az abban helyet nem kapó vagy másodlagos jelentőségűnek tekintett magyarázatokat tartalmazó, annál sokkal bőbeszédűbb, ugyancsak tematikus rendszerbe foglalt Tószeftából. (A gyűjtemény nevének jelentése: „Kiegészítés, Hozzáfűzés”, az egyes tanítások neve a Toszeftában barájtá).
A Misná, majd a Talmud születésével az írott Tóra (Tórá se-bichtáv, „Tóra, ami-írásban (van/lett)” ti. adva, azaz Mózes öt könyve) mellett immár az addig szigorúan szájhagyomány útján örökített szóbeli Tóra (Tórá se-beál-pe, „Tóra, ami-száj-által (van/lett)” ti. adva) is kanonizált, írásos formát nyert. A szóbeli Tóra hagyományai a későbbi tradíció szerint Mózesig vezethetőek vissza, majd az ő halála után a papok és a vének (írástudók) bírtak a kanonikus érvényű értelmezéshez szükséges tekintéllyel, a babiloni fogság után pedig az úgynevezett Nagytanács, azaz a Szanhedrin tagjai (ansé Kneszet Hággedólá – a Nagy Tanács férfiai). Természetes, hogy a hagyományból, amelyet évezredeken át az ingatag emlékezésre bíztak, idővel sok elpusztult, a körülményekhez módosulva változott és új elemekkel bővült. 
Azért, hogy a bibliai értelmezés eredményeit és a szóbeli hagyomány elemeit az önkényes vagy akaratlan megváltoztatástól vagy éppen a feledéstől megmentsék, összegyűjtötték a fellelhető anyagot, és az előmunkálatokat felhasználva megszerkesztették a szóbeli Tan első írott változatát, a Misnát. A Szentírás-értelmezésnek a betű szerinti, szoros olvasaton (pesat) túllépő hagyománya (midrás) két ágra oszlik kezdettől: a midrás halácha logikai-hermeneutikai alapú törvényértelmezés, a midrás haggáda moralizáló-anekdotikus prédikációs irodalom. A Talmudban mindkét irány bőséggel képviselteti magát.
A Misnában név szerint említett tekintélyek a tannák vagy tannaiták, az i. sz. 10. és 200. között élt és működött rabbik és írástudók; a korábbi Tóra-tudósok nemzedékei a szófrimek (írnokok, másolók), valamint a későbbi (3–6. századi) talmudi tekintélyek, az amórák. A Talmud két változatban maradt fenn, a Talmud Jerusálmi a jeruzsálemi Talmud (jTalm, jT), a Talmud Bávli a babilóniai Talmud (bTalm, bT). Külön megjelölés nélkül Talmudon mindig az utóbbi értendő. A Bávli sokkal terjedelmesebb és gazdagabb, a Jerusálmi viszont teljesebb: majdnem minden Misna-traktátushoz van benne Gemára, míg a babiloni Talmudban a jeruzsálemi templomi istentisztelet részleteivel foglalkozó traktátusokhoz (témájuk Babilóniában kevés praktikus jelentőséggel bírván) nem készült Gemára.

## AMisna
A Misná hat rendre (széder), azon belül pedig összesen 63 traktátusra (masszechet) oszlik. A talmudi kommentárok, a Tószefta és a későbbi kommentátorok is ezt a beosztást és rendet követik.
1. A Zeráím (זְרָעִים  Magvak, Magvetés) 11 traktátusból áll. Az első, a Beráchot kivételével, mely az imák és áldások rendjét szabályozza, a zsidó földművelés és mezőgazdaság ügyeit tárgyalja a halácha szemszögéből.
2. A Móéd (מוֹעֵד Ünnepek) 12 traktátusa a szombat és a zsidó ünnepek megüléséről értekezik.
3. A Násím (נָשִׁים Nők) 7 traktátusában a házassági törvények, valamint a családi élet szabályait boncolgatja.
4. A Neziqín (נִזִקִין Kártételek) 10 traktátusa a zsidó magánjog törvényeit tárgyalja. Ide tartozik, ha nem is tematikailag, az Ávodá zárá, a bálványimádással foglalkozó traktátus és a Pirqé ávót, Az atyák bölcs tanításai, a zsidó etika kézikönyve.[5]
5. A Qodásím (קֳדָשִׁים Szentségek) 11 traktátusban tárgyalja a Szentély szolgálatával, az áldozati renddel és egyebekkel összefüggő problémákat, amelyeknek nagy része napjainkban nem bír gyakorlati jelentőséggel.
6. A Tohorót (טָהֳרוֹת Tisztulás) 12 traktátusa az emberi tisztátalanság megnyilvánulásaival foglalkozik. Ezek közül manapság csupán a Mikváót és a Niddá témakörének van gyakorlati jelentősége. Az első a rituális fürdő méreteit és építési utasításait írja le kimerítő szakszerűséggel, míg a másik a zsidó családi élet alapjait képező tisztasági törvényeket részletezi.

A napjainkban ismert Jeruzsálemi Talmud csupán négy „rendet” – Zeráím, Móéd, Násím, Neziqín -, valamint a Niddá traktátus három fejezetét tartalmazza. Több más traktátus is hiányos.
Jehuda Hanászi műve a Talmud fejlődésében korszakalkotó volt, mivel azontúl az általa kodifikált hagyomány, a Misna lett a központ, amely köré a Biblia mellett a zsidó iskolák szellemi tevékenysége csoportosult. Ezekben (a legfontosabbak: Palesztinában Tiberiás; Babilóniában Nehardea, Szúra, Pumbedita) a Biblia mellett a Misnát magyarázták és továbbfejlesztették a társadalmi és jogi viszonyokra is kiterjedő vallásos életet. A Misna ezen ápolóit és a Biblia eme későbbi értelmezőit az amóra (többese: amoráim) közös névvel jelölik.

## A Gemára
Az amórák misná- és bibliai magyarázatainak gyűjteménye a Gemára nevet viseli, amely a Misnával együtt képezi a Talmudot.

A Jeruzsálemi Talmud gemárájának anyagát a 4. – 5. században gyűjtötték egybe; arámi nyelven van irva, csak hiányosan, romlott szövegben maradt ránk és egészen háttérbe szorult a babilóniai előtt[forrás?], melynek gemára-anyagát 500 körül gyűjtötték össze és mai alakját Ási ben-Szimáj, Merémár, Már bár-Ási, Avína amoráknak, illetve az utánuk következő (500-550 körül) szevoráim nevű tudós nemzedéknek köszönheti, akik véglegesen egybeszerkesztették.

### A Gemára módszere
A Gemára tulajdonképpen nem rendszeres magyarázata a Misnának, hanem a Biblia, a Misna, a kimaradt misnák (azaz a Toszefta barajtái) és az egyéb, régebbi bibliai értelmezéseket tartalmazó művek (Szifrá, Szifré, Mechiltá) fölötti, jobbára a tanházakban zajló értekezéseket és vitákat rögzíti.
A Gemára mindenekelőtt azt kutatja, mi a forrása a Misna valamelyik tételének a Bibliában, milyen joggal hivatkozik rá, majd pedig összehasonlítja a Misna tételét olyan rokon tételekkel, amelyek akár másutt a Misnában, akár pedig a Tószeftában fordulnak elő.
A diszkussziókban a kérdések és a feleletek rendkívül tömör, erőteljes nyelven vannak egymás mellé állítva. Módszerének jellegzetessége, hogy akár a legtávolabb eső dolgokban is képes hasonlóságokat keresni, illetve hogy éles dialektikával képes az egymáshoz közel fekvőkben is különbséget tenni. Kutatásaiban elsősorban a dialógust használja, ezért előadása élénk és változatos, olykor nagyon távol eső tárgyakra terjeszkedő. Jogi kérdésekről átcsap tisztán vallásiakba, szertartásiakról etikaiakba; a fertőző betegségek tárgyalása közben költői és erkölcsi részletekben merül el; történeti és nyelvészeti adatok váltakoznak természettudományiakkal és olyanokkal, melyek az akkori – nem csupán zsidó – néphitre vonatkoznak.
A Talmud egy hihetetlenül gazdag, bár nem a modern értelemben véve rendszeres és még korántsem kiaknázott bánya, melyben a 6. századig terjedő évezredből egymás mellett és egymás fölött dús anyag rakódott le, amely elsősorban a zsidóság vallásos és műveltségi életét ismerteti, amint az Eufrátesz partjaitól egész Rómáig nyilvánult és fejlődött, emellett pedig számtalan értékes adatot szolgáltat az egész ókor tudományos és erkölcsi felfogásaira, társadalmi és politikai viszonyaira nézve, mely adatok azonban csak keletkezésük idejének és helyének kritikai meghatározása és a mindenkori viszonyok tekintetbe vétele mellett használhatóak fel.[forrás?]

## A kétféle Talmud
Kétféle Talmudot különböztetnek meg:
1. a jeruzsálemi Talmudot vagyis a nyugatit (héberül Talmud jerusálmi)
2. és a babilóniait vagyis a keletit (héberül Talmud bávli).

## A Jeruzsálemi Talmud
I.sz. 4. században írták.

## A Babilóniai Talmud

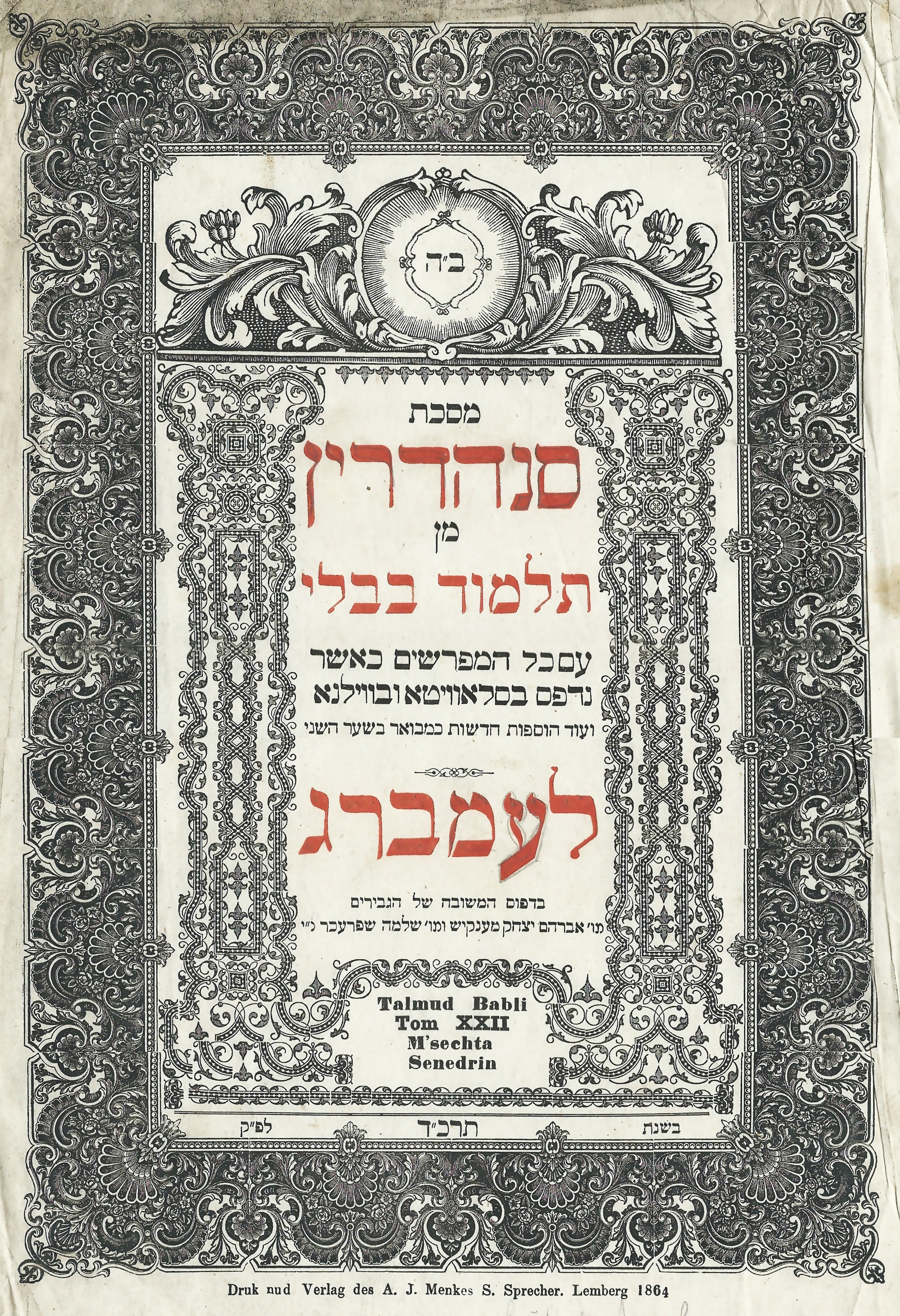
Babylonian Talmud Lwow 1864

A Babilóniai Talmudot I.Sz 500-ban jegyezték le.

## A Talmud-lap felépítése

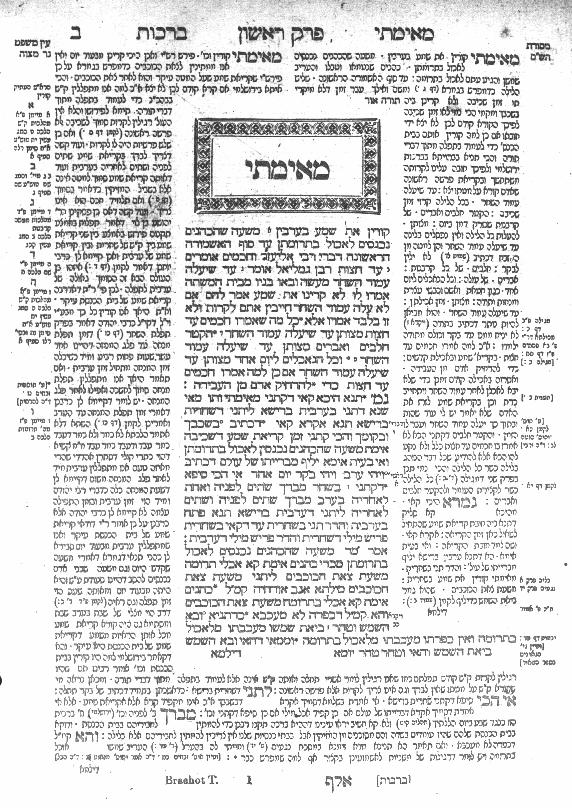
Talmud Bavli, Széder Zera'im, Masszechet Berachot. A Vilnai kiadás első lapja (folio 2a)

A Talmud jelenlegi, jellegzetes kinézetét legelső nyomtatott kiadásának (Soncino[forrás?]) köszönheti, melyben a Misna és a Gemára mellé, helyesebben köré a legfontosabb kommentárokat is kinyomtatták. Azóta minden kiadás ezt a „szabványt” követi.
A fejlécen, kívülről befelé haladva az oldalszám (ב 2), a traktátus neve (ברכות Berachót), a fejezet száma (פרק ראשון Pereq risón 1. fejezet), valamint annak első szava (מאימתי Méémátáj Mikortól) látható.
Középen található a Misna adott szakasza, közvetlenül alatta, ennek folytatásaként, egy גמ׳ gm rövidítéssel elválasztva következik a Gemára. Ezt a főszöveget – a tulajdonképpeni Talmudot – veszik körbe meghatározott elrendezésben a különféle kommentárok. A belső oldalon (a képen a jobb oldalon) mindig Rási kommentárja helyezkedik el, a külsőn pedig az egyéb kommentárok. A lap margóján különféle, például bibliai szöveghelyekre vonatkozó utalások találhatók.
Mind a Misna és a Gemára, mind a kommentárok szövege tagolatlan, ezért a Talmud valamely részére vagy mondatára való utaláskor az egész lapra történik a hivatkozás. A korabeli nyomtatási hagyomány megtartása miatt a lapok első oldalát (recto) a-val, a másodikat vagy hátsót (verso) b-vel jelölik és nem számozzák külön, így tehát egy lap oldalaira történő hivatkozás így néz ki: Szanhedrin 10a, Edujot 12b.

## A Talmud tartalma
| Rend (Széder) | Traktátus (Masszechtá) | M   | T  | bT  | jT |
| ------------- | ---------------------- | --- | -- | --- | -- |
| 1. Zeráím     | 1. Beráchót            | 9   | 6  | 64  | 68 |
| 1. Zeráím     | 2. Péá                 | 8   | 4  | -   | 37 |
| 1. Zeráím     | 3. Demáj               | 7   | 8  | -   | 34 |
| 1. Zeráím     | 4. Kilájim             | 9   | 5  | -   | 44 |
| 1. Zeráím     | 5. Seviít              | 10  | 8  | -   | 31 |
| 1. Zeráím     | 6. Terúmót             | 11  | 10 | -   | 59 |
| 1. Zeráím     | 7. Máászérót           | 5   | 3  | -   | 26 |
| 1. Zeráím     | 8. Máászér séní        | 5   | 5  | -   | 28 |
| 1. Zeráím     | 9. Chálá               | 4   | 2  | -   | 28 |
| 1. Zeráím     | 10. Orlá               | 3   | 1  | -   | 20 |
| 1. Zeráím     | 11. Bikkurím           | 3   | 2  | -   | 13 |
| 2. Móéd       | 1. (12.) Sabbát        | 24  | 18 | 157 | 92 |
| 2. Móéd       | 2. (13.) Éruvín        | 10  | 8  | 105 | 65 |
| 2. Móéd       | 3. (14.) Peszáchím     | 10  | 10 | 121 | 71 |
| 2. Móéd       | 4. (15.) Seqálím       | 8   | 3  | -   | 33 |
| 2. Móéd       | 5. (16.) Jómá          | 8   | 4  | 88  | 42 |
| 2. Móéd       | 6. (17.) Szukká        | 5   | 4  | 56  | 26 |
| 2. Móéd       | 7. (18.) Bécá          | 5   | 4  | 40  | 22 |
| 2. Móéd       | 8. (19.) Rós ha-sáná   | 4   | 2  | 35  | 22 |
| 2. Móéd       | 9. (20.) Táánít        | 4   | 3  | 31  | 26 |
| 2. Móéd       | 10. (21.) Megillá      | 4   | 3  | 32  | 34 |
| 2. Móéd       | 11. (22.) Móéd qátán   | 3   | 2  | 29  | 14 |
| 2. Móéd       | 12. (23.) Chágígá      | 3   | 3  | 27  | 22 |
| 3. Násím      | 1. (24.) Jevámót       | 16  | 14 | 122 | 85 |
| 3. Násím      | 2. (25.) Ketuvót       | 13  | 12 | 112 | 72 |
| 3. Násím      | 3. (26.) Nedárím       | 11  | 7  | 91  | 40 |
| 3. Násím      | 4. (27.) Názír         | 9   | 6  | 66  | 47 |
| 3. Násím      | 5. (28.) Szótá         | 9   | 15 | 49  | 47 |
| 3. Násím      | 6. (29.) Gittín        | 9   | 7  | 90  | 54 |
| 3. Násím      | 7. (30.) Qiddusín      | 4   | 5  | 82  | 48 |
| 4. Neziqín    | 1. (31.) Bává qámmá    | 10  | 11 | 119 | 44 |
| 4. Neziqín    | 2. (32.) Bává mecíá    | 10  | 11 | 119 | 37 |
| 4. Neziqín    | 3. (33.) Bává bátrá    | 10  | 11 | 176 | 34 |
| 4. Neziqín    | 4. (34.) Szánhedrín    | 11  | 14 | 113 | 57 |
| 4. Neziqín    | 5. (35.) Mákkót        | 3   | 4  | 24  | 9  |
| 4. Neziqín    | 6. (36.) Sevúót        | 8   | 6  | 49  | 44 |
| 4. Neziqín    | 7. (37.) Édujjót       | 8   | 3  | -   | -  |
| 4. Neziqín    | 8. (38.) Ávodá zárá    | 5   | 9  | 76  | 37 |
| 4. Neziqín    | 9. (39.) Ávót          | 5+1 | -  | -   | -  |
| 4. Neziqín    | 10. (40.) Horájót      | 3   | 2  | 14  | 19 |
| 5. Qodásím    | 1. (41.) Zeváchím      | 13  | 13 | 120 | -  |
| 5. Qodásím    | 2. (42.) Menáchót      | 13  | 13 | 110 | -  |
| 5. Qodásím    | 3. (43.) Chulin        | 12  | 16 | 141 | -  |
| 5. Qodásím    | 4. (44.) Bechórót      | 9   | 7  | 61  | -  |
| 5. Qodásím    | 5. (45.) Áráchín       | 9   | 5  | 34  | -  |
| 5. Qodásím    | 6. (46.) Temúrá        | 7   | 4  | 34  | -  |
| 5. Qodásím    | 7. (47.) Kerítót       | 6   | 4  | 29  | -  |
| 5. Qodásím    | 8. (48.) Meílá         | 6   | 3  | 22  | -  |
| 5. Qodásím    | 9. (49.) Támíd         | 6   | -  | 8   | -  |
| 5. Qodásím    | 10. (50.) Middót       | 5   | -  | -   | -  |
| 5. Qodásím    | 11. (51.) Qinním       | 3   | -  | -   | -  |
| 6. Tohorót    | 1. (52.) Kélím         | 30  | 25 | -   | -  |
| 6. Tohorót    | 2. (53.) Oholót        | 18  | 18 | -   | -  |
| 6. Tohorót    | 3. (54.) Negáím        | 14  | 9  | -   | -  |
| 6. Tohorót    | 4. (55.) Párá          | 12  | 12 | -   | -  |
| 6. Tohorót    | 5. (56.) Tohorót       | 10  | 11 | -   | -  |
| 6. Tohorót    | 6. (57.) Miqváót       | 10  | 8  | -   | -  |
| 6. Tohorót    | 7. (58.) Niddá         | 10  | 9  | 73  | 13 |
| 6. Tohorót    | 8. (59.) Máchsirín     | 6   | 3  | -   | -  |
| 6. Tohorót    | 9. (60.) Závím         | 5   | 5  | -   | -  |
| 6. Tohorót    | 10. (61.) Tevúl jóm    | 4   | 2  | -   | -  |
| 6. Tohorót    | 11. (62.) Jádajim      | 4   | 2  | -   | -  |
| 6. Tohorót    | 12. (63.) Uqcín        | 3   | 3  | -   | -  |

### Első rend:ZeráímMagvak, Vetések) –זרעים
A mezőgazdasággal kapcsolatos törvények, főleg Izrael földjére vonatkoztatva; a kóhénokat (a papokat) és a levitákat megillető rész; mi az, amit külön kell választani a terméstől és a szegényeknek kell adni; valamint az áldások elmondásának törvényei.

#### Beráchót(Áldások) –ברכות
A legtöbb Talmud-kiadásban ez a Talmud legelső traktátusa. Itt találjuk a Smá, az Amídá (a Tizennyolc Áldás), az étkezés utáni áldás, a különféle ételekre és italokra, valamint a különféle alkalmakkor elhangzó áldások elmondásának törvényeit.
Misna: 9 fejezet; Toszefta: 6 fejezet; bTalm: 64 lap; jTalm: 68 lap

#### Péá(Szegély – A mező szegélye) –פאה
Azon törvények részletes megtárgyalása, amelyek szerint aratás idején a termőföld szélét nem szabad learatni, hanem a szegényeknek kell hagyni. Felsorolja azokat az ajándékokat, melyek megilletik a szegényeket: a szemestermények, az elhullott kalászok, a szüret után megmaradt, elhullott szőlőszemek, illetve itt kerülnek megtárgyalásra a szegények tizedeivel és a jótékonysággal kapcsolatos törvények.
Misna: 8 fejezet; Toszefta: 4 fejezet; bTalm: – lap; jTalm: 37 lap

#### Demáj(Kétséges tized) –דמאי
A kétségesen megállapított terménytizedek törvénye: mely terményekre vonatkozik a demáj (vagy d'máj) törvénye, hogyan kell megállapítani és mi történjék azzal, amit félretesznek belőle.
Misna: 7 fejezet; Toszefta: 8 fejezet; bTalm: – lap; jTalm: 34 lap

#### Kilájim(Kétfélék) –כלאים
Mindazon törvények, melyek tiltják kétféle mag vetését a mezőn, kétféle fa ültetését, a gabona vagy más ehető növény ültetését a szőlőskertbe, a kétféle szálból való szövést, az állatok keresztezését és különféle fajú állatok igába fogását.
Misna: 9 fejezet; Toszefta: 5 fejezet; bTalm: – lap; jTalm: 44 lap

#### Seviít(Hetedik – a Hetedik év) –שביעית
A hetedik év törvényei: a föld parlagon hagyása; azon gyümölcsök és zöldségek, melyeket a hetedik évben tilos enni; az adósságok elengedése, és a prozbol (az a rabbinikus törvény, amely lehetővé teszi, hogy a hitelező a hetedik év leteltével megkapja tartozását).
Misna: 10 fejezet; Toszefta: 8 fejezet; bTalm: – lap; jTalm: 31 lap

#### Terúmót(Papi adományok, a papok részesedése a termésből) –תרומות
A terúmá (vagy trúmá) törvényei: mely terményekből kell terúmát adni, a rituálisan tiszta, illetve tisztátalan terúmá-val kapcsolatos teendők; mi a teendő, ha a terúmá összekeveredik a nem felszentelt terménnyel.
Misna: 11 fejezet; Toszefta: 10 fejezet; bTalm: – lap; jTalm: 59 lap

#### Máászérót(Tizedek) –מעשרות
A tized törvényei: különösen az első, a Levitáknak adandó tized, illetve a második tized törvényei. Kinek kell tizedet adni, és mikortól kezdődik ez a kötelezettség; mit szabad enni a tized elkülönítése előtt.
Misna: 5 fejezet; Toszefta: 3 fejezet; bTalm: – lap; jTalm: 26 lap

#### Máászér_séni(Második tized) –מעשר שני
A második tized törvényei: hogyan kell elkülöníteni, Jeruzsálembe vinni, és miként kell megváltani. E traktátusban kerülnek megtárgyalásra a netá r'váj (a negyedik év termésének) törvényei, melyek sokban hasonlítanak a második tizedre vonatkozó előírásokra.
Misna: 5 fejezet; Toszefta: 5 fejezet; bTalm: – lap; jTalm: 28 lap

#### Chálá(Tészta) –חלה
A chálá elkülönítésének törvényei; melyik tésztából, hogyan és mennyit kell elkülöníteni.
Misna: 4 fejezet; Toszefta: 2 fejezet; bTalm: – lap; jTalm:28 lap

#### Orlá(Körülmetéletlen – nem tiszta gyümölcsök) –ערלה
A frissen ültetett fa első három évben termett gyümölcsének elfogyasztására vonatkozó tilalom, illetve a gyümölcsfák meghatározása. A traktátus nagyobbik felében azon különféle tiltott dolgok hatálytalanításáról esik szó, melyek a megengedett dolgok nagyobb mennyiségével vegyülnek el, illetve e hatálytalanítás körülményeiről.
Misna: 3 fejezet; Toszefta: 1 fejezet; bTalm: – lap; jTalm: 20 lap

#### Bikkurím(Zsengék) –בכורים
A Szentélyben bemutatandó zsengék (vagyis az első termények) törvényei; mely terményekből kell bemutatni, mi módon kell Jeruzsálembe vinni, és milyen szertartást kell elvégezni a Szentélyben. A traktátusban alkalmazott logika alapján a 4. fejezetben a hermafroditák jogállását is itt tárgyalják.
Misna: 4 fejezet; Toszefta: 2 fejezet; bTalm: – lap; jTalm: 13 lap

### Második rend:Móéd(Kijelölt idő, Ünnep) –מועד
A szombatra, az ünnepnapokra és a böjtnapokra vonatkozó törvények; az egyes ünnepekre és ünnepnapokra vonatkozó különleges törvények és előírások. A Seqálim traktátus ugyan nem illeszthető ebbe a meghatározásba, ám mivel a sékel-adót rendszeres időközönként szedték, ezért ebben a rendben kapott helyet.

#### Sabbát(Szombat) –שבת
A Szombatnap törvényei. Milyen munkákat nem szabad végezni a szombaton, e tilalmak tórai eredete, a törvények részletes kifejtése, és az erre vonatkozó rabbinikus törvények. Ugyanitt kerülnek megtárgyalásra más törvények is, amelyek a szombatnapra vonatkoznak. A Babilóniai Talmudban a Chanukká (Hanukka) törvényei is ebben a traktátusban találhatók.
Misna: 24 fejezet; Toszefta: 18 fejezet; bTalm: 157 lap; jTalm: 92 lap

#### Éruvín(Vegyülések) –ערובין

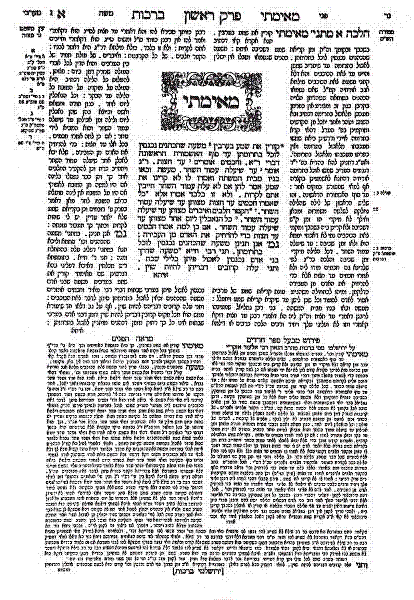
A jeruzsálemi Talmud Berachot traktátusának első lapja. Talmud Jerushalmi, Széder Zera'im, Masszechet Berachot

A Sabbát traktátus folytatása, mivel részletesen tárgyalja azokat a határokat, melyeken belül a szombatnapon is szabad tárgyakat egyik helyről a másikra vinni. Itt kerülnek megtárgyalásra az egyes „térségek”, illetve azok a törvények, amelyek azt szabályozzák, miképpen vihető el egy tárgy az egyik térségből a másikba, és miképpen változtatható meg egy térség határa (érúv chacérót, „udvarok egybekapcsolása”); a szombati határ megengedett túllépésének törvényei és „a határok egybekapcsolásának” törvényei, melyek ezt lehetővé teszik; valamint azok a rabbinikus törvények, amelyek a szombatnap térségeire vonatkoznak.
Misna: 10 fejezet; Toszefta: 8 fejezet; bTalm: 105 lap; jTalm: 65 lap

#### Pészahím(pészahok, a pészahi bárány) –פסחים
A pészah-ünnep törvényeinek részletes megtárgyalása: a macesz (a kovásztalan kenyér), a keserűfű, illetve a kovászosneműek eltávolításának törvényei; a peszáchi bárányáldozat törvényei. Itt kerülnek megtárgyalásra a Pészah séní (Második peszách) törvényei is. A traktátus egyik fejezete a pészah estjének istentisztelet rendjéről szól.
Misna: 10 fejezet; Toszefta: 10 fejezet; bTalm: 121 lap; jTalm: 71 lap

#### Seqálím(Sékelek) –שקלים
Egymással összefüggő kérdések megtárgyalása, melyek közös eleme: a sékel-adó megfizetése, amely a Szentély működésének költségeit fedezte. A sékel-adóra vonatkozó törvények megmagyarázásán kívül tárgyalják azt is, mire fordították a sékel-adót, hogyan épült fel a Szentély szervezete és irányítása, különös tekintettel a sékel-adóból származó jövedelem felhasználása.
Misna: 8 fejezet; Toszefta: 3 fejezet; bTalm: – lap; jTalm: 33 lap

#### Jómá(A Nap, ti. az Engesztelés napja) –יומא

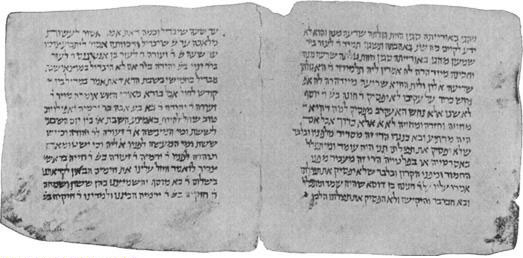
Jeruzsálemi Talmud. Egy középkori kézirat a kairói Genizából, még kommentárok nélkül

Jom kippur napjának istentiszteleti rendje a Szentélyben; az e napon tartandó böjt szabályai, illetve az e napon elmondandó imák.
Misna: 8 fejezet; Toszefta: 4 fejezet; bTalm: 88 lap; jTalm: 42 lap

#### Szukká(Sátor) –סוכה
Az érvényes és az érvénytelen Szukkót, illetve az árbá mínim törvényei (a négyféle növényfajta, amelyet csokorba fogva teljesíthetjük a luláv megragadásának előírását). Ugyanebben a traktátusban kerülnek megtárgyalásra a sátoros ünnep idején a Szentélyben megtartott szertartások.
Misna: 5 fejezet; Toszefta: 4 fejezet; bTalm: 56 lap; jTalm: 26 lap

#### Bécá(Tojás) –ביצה
Valamennyi ünnepre és ünnepnapra vonatkozó törvény. Az ünnepnapokon tiltott munkák (és egyéb tilalmak) felsorolása. E traktátus neve eredetileg Jóm Tóv („ünnep”) volt, s csak később változott meg, a traktátus legelső szava után, Bécá-ra.
Misna: 5 fejezet; Toszefta: 4 fejezet; bTalm: 40 lap; jTalm: 22 lap

#### Rós hasáná(Újév) –ראש השנה
Itt kerülnek megtárgyalásra azok a törvények, melynek alapján megállapítják Rós Hásáná napját, a naptár beosztását, illetve az újhold feltűntének hitelességét. Ugyanitt találjuk a sófár megfúvásának és az újévi istentiszteletnek a törvényeit.
Misna: 4 fejezet; Toszefta: 2 fejezet; bTalm: 35 lap; jTalm: 22 lap

#### Táánít(Böjt) –תענית
A közösségi böjtnapok törvényei: az esőért elrendelt különleges imák, és azok a közösségi böjtök, melyeknek nem volt meghatározott naptári idejük, hanem nagy szárazság idején rendelték el. Ugyanitt kerülnek megtárgyalásra az év meghatározott napjain elrendelt böjtnapok, illetve a Megillat Táánít-ban megemlített böjtök és különleges alkalmak.
Misna: 4 fejezet; Toszefta: 3 fejezet; bTalm: 31 lap; jTalm: 26 lap

#### Megillá(Tekercs) –מגלה
Az Eszter-tekercs felolvasásának törvényei, illetve a Purim-ünnepre vonatkozó egyéb előírások. Ugyanebben a traktátusban tárgyalják még a következő témákat: a Tóra és a Próféták könyveinek felolvasását, az imák elmondásának törvényeit, a zsinagóga szentségét és a Tóra-tekercseket szabályozó törvényeket, valamint a Tóra-tekercsek megírásának, a mezuzá, a tefilin és az Eszter-tekercs törvényeit.
Misna: 4 fejezet; Toszefta: 3 fejezet; bTalm: 32 lap; jTalm: 34 lap

#### Móéd qátán(Kis v. félünnep) –מועד קטן
Itt kerülnek megtárgyalásra azok a munkálatok amelyek tiltottak, illetve megengedettek a félünnepeken: a Peszách- és a Szukkot-ünnep közbeeső napjain. Mivel ezek szinte azonos haláchikus megfontolásokon alapulnak, a hetedik évre vonatkozó némely törvény is ebben a traktátusban található; és részletesen szól a gyászolás törvényiről is. Az ókorban e traktátus neve – első szava után – Másqín („öntözni”, „locsolni”) volt.
Misna: 3 fejezet; Toszefta: 2 fejezet; bTalm: 29 lap; jTalm: 14 lap

#### Chágígá(Ünnepi áldozat) –חגיגה
A jeruzsálemi zarándokút és a különleges ünnepi áldozatok törvényei: a zarándok égőáldozata, az ünnepi hálaáldozat, a rituális tisztaság és tisztátalanság törvényei, különös tekintettel az ünnepekre, de a hétköznapokra is. Ebben a traktátusban esik szó az Égi Szekérről is.
Misna: 3 fejezet; Toszefta: 3 fejezet; bTalm: 27 lap; jTalm: 22 lap

### Harmadik rend:Násím(Asszonyok) –נשים
A házasságkötés és az abból származó kötelességek törvényei. Ebben a rendben azonban olyan traktátusok is találhatók (Nedárim és Názir), melyek csak érintőlegesen kapcsolódnak ehhez.

#### Jevámót(Sógor(sági) házasságok) –יבמות
A sógorsági házasság és a chálicá (a sarulehúzás) törvényei (utóbbi az a szertartás, melynek során a gyermektelen özvegyasszonyt feloldják a sógorsági házasság kötelessége alól). Ez a traktátus tárgyalja a tiltott nemi kapcsolatokat, a tiltott házasságokat, a betérést, illetve azt a tanúságot, mely megállapítja a férj halálát s lehetővé teszi a feleség újraházasodást.
Misna: 16 fejezet; Toszefta: 14 fejezet; bTalm: 122 lap; jTalm: 85 lap

#### Ketuvót(Házasságlevelek) –כתובות
A házasságlevél törvényei: mindazon vagyoni és házastársi kötelezettségek, melyek a férjre és feleségre vonatkoznak, akár a házasságlevélben lefektetett feltételek részeként, akár más, külön megállapodás részeként. Ebben a traktátusban kerülnek megtárgyalásra a nemi erőszak és az elcsábítás törvényei is.
Misna: 13 fejezet; Toszefta: 12 fejezet; bTalm: 112 lap; jTalm: 72 lap

#### Nedárím(Fogadalmak) –נדרים
A fogadalmakra vonatkozó törvények: mi tekintendő fogadalomnak, milyen mértékben érvényesek, hogyan lépnek érvénybe, miképpen oldhatja fel egy tudós vagy miképpen semmisítheti meg a feleség apja, illetve férje. Ez a traktátus azért került a Násim rendjébe, mert az asszony apja vagy férje érvénytelenítheti az asszony fogadalmát, s ezért ez a törvény is a házasság és a személyes kapcsolatok haláchikus törvényeinek körébe tartozik.
Misna: 11 fejezet; Toszefta: 7 fejezet; bTalm: 91 lap; jTalm: 40 lap

#### Názír(Nazireus) –נזיר
A názir törvényei: mely fogadalmi kifejezések köteleznek názirságra, a názir fajtái, a názirra vonatkozó tilalmak, és a názir által bemutatott áldozatok. Ez a traktátus a Nedárim traktátushoz való kapcsolódása okán került ebbe a rendbe.
Misna: 9 fejezet; Toszefta: 6 fejezet; bTalm: 66 lap; jTalm: 47 lap

#### Szótá(Házasságtörő nő) –סוטה
E traktátus első fejezeteiben a házasságtörő nőre vonatkozó törvények kerülnek megtárgyalásra: milyen esetekben és miképpen kell alkalmazni a szótá törvényeit, és mi legyen az asszony sorsa. Bizonyos haláchikus hasonlóságok okán szintén ebben a traktátusban található a Papi Áldás, a hákhél és a háborúzás törvényeinek magyarázata.
Misna: 9 fejezet; Toszefta: 15 fejezet; bTalm: 49 lap; jTalm: 47 lap

#### Gittín(Válólevelek) –גטין
A válólevél megírásának, átadásának, illetve megbízott általi elküldésének törvényei.
Misna: 9 fejezet; Toszefta: 7 fejezet; bTalm: 90 lap; jTalm: 54 lap

#### Kiddusín(Eljegyzések) –קדושין
Az eljegyzés és a házasság törvényei: hogyan, milyen körülmények között kerülhet sor az eljegyzésre; a különféle rokoni kapcsolatok, amelyek kizárják a házasságot. Ugyanebben a traktátusban kerülnek megtárgyalásra a zsidó férfi- és leányszolgálóra vonatkozó előírások, valamint az asszonyokra és férfiakra egyaránt, illetve a csak az asszonyokra vonatkozó parancsolatok közötti különbségek.
Misna: 4 fejezet; Toszefta: 5 fejezet; bTalm: 82 lap; jTalm: 48 lap

### Negyedik rend:Neziqín(Kártételek, Károkozók) –נזקין
Ez a rend a polgári és büntetőtörvényekkel foglalkozik, a testi fenyítéssel, illetve a halálbüntetéssel, a rabbinikus bíróság felállításával, a bíróság által hozott hibás döntésekkel, valamint a bírósági eljárás rendjével. Itt kerülnek megtárgyalásra a bálványimádás, illetve annak elkerülésének törvényei, a Bölcsek véleménye a legkülönfélébb haláchikus kérdésekben, valamint az etika és a bölcsesség dolgai.

#### Bává qámmá(Az első kapu) –בבא קמא
A Nezikin traktátus első része: főleg a polgári pereskedés törvényeit tárgyalja: egy személy által egy másiknak okozott kár, akár saját cselekedetei, akár a birtokában lévő dolgok cselekedetei következtében.
Misna: 10 fejezet; Toszefta: 11 fejezet; bTalm: 119 lap; jTalm: 44 lap

#### Bává mecíá(A középső kapu) –בבא מציעא
Az üzleti életben felmerülő vitás pénzügyi kérdések; a talált dolgok, letétek, adásvétel, bérlet, zálogadás, munkások és a haszonbérlet vitás kérdései, valamint a kamatokra vonatkozó törvények.
Misna: 10 fejezet; Toszefta: 11 fejezet; bTalm: 119 lap; jTalm: 37 lap

#### Bává bátrá(Az utolsó kapu) –בבא בתרא
Az üzleti társulás, a közös birtok határának megvonása, az adásvételi szerződések, valamint az örökösödési jog, illetve az okiratok kiállításának törvényei. (A három Bává egy egészet alkot, terjedelmi okokból van három részben, innen erednek furcsa elnevezéseik.)
Misna: 10 fejezet; Toszefta: 11 fejezet; bTalm: 176 lap; jTalm: 34 lap

#### Szánhedrín(Törvényszékek) –סנהדרין
A halálbüntetés törvényei: melyek azok a vétségek és bűnök, melyek halállal büntetendők és miképpen kell az ítéletet végrehajtani. Részletesen tárgyalja a különféle bíróságok összetételét, illetve a bírósági eljárást. Az aggadikus fejezetekben kerülnek megtárgyalásra a vallási hitelvek, illetve az ember helye az Eljövendő Világban.
Misna: 11 fejezet; Toszefta: 14 fejezet; bTalm: 113 lap; jTalm: 57 lap

#### Mákkót(Korbácsütések) –מכות
A Szanhedrin traktátus folytatása, melyben a testi fenyítés törvényeit tárgyalják: miért és hogyan kell a bűnöst megkorbácsolni, illetve a hamis tanúságra vonatkozó törvények. A véletlen emberölés és a menedékvárosokba való száműzetés törvényei is ebben a traktátusban találhatók.
Misna: 3 fejezet; Toszefta: 4 fejezet; bTalm: 24 lap; jTalm: 9 lap

#### Sevúót(Eskük) –שבועות
Itt kerülnek megtárgyalásra a különféle eskük: a bíróság előtt tett eskük, a személyes eskük, illetve a rabbik által bevezetett eskük. Két fejezet tárgyalja azokat a törvényeket, amelyek megtiltják, hogy rituálisan tisztátalan személy belépjen a Szentélybe és részt vegyen az áldozatok bemutatásában.
Misna: 8 fejezet; Toszefta: 6 fejezet; bTalm: 49 lap; jTalm: 44 lap

#### Édujót(Tanúságok) –עדיות
A különböző rabbik véleménye, állásfoglalása különféle haláchikus kérdéseket illetően. Ebben a traktátusban kerülnek felsorolásra azok a ritka esetek, amikor Bét Sámmáj (Sámmáj iskolája) enyhébb, Bét Hillél (Hillél iskolája) pedig szigorúbb ítéletet hozott.
Misna: 8 fejezet; Toszefta: 3 fejezet; bTalm: lap; jTalm: lap

#### Ávodá zárá(Bálványimádás) –עבודה זרה
A bálványimádás tilalmának törvényei: hogyan kell elkerülni a bálványszobrokat, a bálványok jeleit és jelképeit, illetve miképpen tartsuk magunkat távol ünnepeiktől. E traktátusban kerülnek megtárgyalásra a zsidók és nem-zsidók közötti tiltott kapcsolatok törvényei, melyek részben a bálványimádás tilalmával (mint például a jén neszech, a bálványoknak felajánlott nem-zsidók által készített bor), részben más előírásokkal (mint például a kásrút és a nem-zsidókkal való érintkezést korlátozó óvatossági rendszabályok) állnak összefüggésben.
Misna: 5 fejezet; Toszefta: 9 fejezet; bTalm: 76 lap; jTalm: 37 lap

#### Ávót(Atyák) –אבות
Az Atyák mondásainak gyűjteménye a tanaita korból. A Misna többi traktátusától abban különbözik, hogy nem háláchikus problémákkal, hanem az etika kérdéseivel foglalkozik. Másik neve: Pirké Ávot (Az Atyák Etikája).
Misna: 5+1 fejezet; Toszefta: fejezet; bTalm: lap; jTalm: lap

#### Horájót(Döntések) –הוריות
Részben a Szanhedrin traktátushoz kapcsolódik, mivel a rabbinikus bírósággal összefüggő kérdéseket tárgyalja: azokat az eseteket, amikor a Bét Dín, a főpap vagy a király téves döntést hozott és az emiatt bemutatandó bűnáldozatokat.
Misna: 3 fejezet; Toszefta: 2 fejezet; bTalm: 14 lap; jTalm: 19 lap

### Ötödik rend:Qodásim(Szentségek) –קדשים
A Qodásim (Kodásím) rend (a Chulin traktátus kivételével) az áldozatokra és a Szentélyre vonatkozó törvényeket tárgyalja. Ezt már a talmudi időkben is nehéz stúdiumnak tartották.

#### Zeváchim(Vágóáldozatok) –זבחים
Az ókorban e traktátus neve „Az áldozati állatok levágása” volt. Itt kerülnek megtárgyalásra a különféle vágóáldozatok: hogyan kell bemutatni az ilyen áldozatot és miáltal válhat az áldozati állat alkalmatlanná. Ugyanebben a traktátusban található a haláchikus exegézis alapjainak magyarázata, valamint a tiltott vegyülékekre vonatkozó rendelkezések.
Misna: 13 fejezet; Toszefta: 13 fejezet; bTalm: 120 lap; jTalm: -

#### Menáchót(Ételáldozatok) –מנחות
A különféle ételáldozatok törvényei. Ebben a traktátusban kerülnek megtárgyalásra a cícítre, azaz a szemlélőrojtokra, és a tefilinre, az imaszíjakra vonatkozó törvények.
Misna: 13 fejezet; Toszefta: 13 fejezet; bTalm: 110 lap; jTalm: -

#### Chulin(Közönségesek) –חולין
E traktátus neve eredetileg „A nem áldozati célra szánt állatok levágása” volt, és ebben a rendben az egyetlen traktátus, amely nem az áldozatra vagy annak bemutatására vonatkozó törvényeket tárgyal: a közönséges, megevésre szánt állatok levágása; melyek azok a betegségek vagy sérülések, melyek a kóser állatot alkalmatlanná teszik az elfogyasztásra; a tej és a hús egyidejű fogyasztásának tilalma; a papokat megillető rész; és a madárfészek védelméről szóló törvény.
Misna: 12 fejezet; Toszefta: 16 fejezet; bTalm: 141 lap; jTalm: -

#### Bechórót(Elsőszülöttek) –בכורות
Az állati elsőszülötteket és azok esetleges hibáit tárgyaló törvények; ugyanebben a traktátusban kerülnek megtárgyalásra az elsőszülött fiúgyermekekre vonatkozó törvények, valamint az állattizedre vonatkozó előírások.
Misna: 9 fejezet; Toszefta: 7 fejezet; bTalm: 61 lap; jTalm: -

#### Áráchín(Becslések) –ערכין
A becsértékre vonatkozó fogadalom és a Szentélynek felajánlott dolgok felszentelésének törvényei, különös tekintettel a földbirtokra. Ugyanebben a traktátusban kerülnek megtárgyalásra a Jóvél (jóbél), vagyis a Jubileumi év törvényei.
Misna: 9 fejezet; Toszefta: 5 fejezet; bTalm: 34 lap; jTalm: -

#### Temúrá(Csere, Ki-/Fel-/Elcserélés) –תמורה
Ebben a traktátusban találhatók azok a szabályok, amelyek a különböző áldozatokra kiválasztott állatok felcserélésével kapcsolatosak. Olyan törvények is, amelyek az áldozatra nem alkalmas állatokra vonatkoznak.
Misna: 7 fejezet; Toszefta: 4 fejezet; bTalm: 34 lap; jTalm: -

#### Kerítót(Kivágások, Kiirtások) –כריתות
Ebben a traktátusban találhatók azok a törvények, melyek a szántszándékkal elkövetett vétségeket és bűnöket tárgyalják, s melyek a kiirtás (כרת kárét, lit. kivágás) büntetését vonják maguk után; mi a teendő, ha valaki akaratlanul követett el ilyen vétket; a vétekáldozat (chátát), bűnáldozat (ásám) és a kétséges esetekre vonatkozó vétekáldozat (ásám tálúj).
Misna: 6 fejezet; Toszefta: 4 fejezet; bTalm: 29 lap; jTalm: -

#### Meílá(Hűtlenség) –מעילה
A Szentélynek felszentelt tárgyak törvénytelen használatára vonatkozó törvények; a szentségtörés meghatározása; milyen körülmények között tekintik úgy, hogy megtörtént a szentségtörés; a szentségtörés elkövetése.
Misna: 6 fejezet; Toszefta: 3 fejezet; bTalm: 22 lap; jTalm: -

#### Támíd(Állandó(an) – a Mindennapi áldozat) –תמיד
A Szentély állandó törvényei, a mindennapi áldozat törvényei, a Szentélyben tartott istentisztelet rendje.
Misna: 6 fejezet; Toszefta: fejezet; bTalm: 8 lap; jTalm: -

#### Middót(Mértékek) –מדות
A Szentély (főként a Második Szentély) méretei és berendezése, a Szentély udvarainak és csarnokainak leírása. (E traktátus, a Támíddal és a Seqálímmal együtt a Jesájá próféta (Jézus) korabeli Templom berendezésének, istentiszteleti rendjének, szervezetének egyik legalapvetőbb külső forrása.)
Misna: 5 fejezet; Toszefta: fejezet; bTalm: lap; jTalm: -

#### Qinním(Fészkek) –קנים
A madáráldozatokra vonatkozó törvények (főleg ha párban mutatják be): vétek- vagy bűnáldozat bizonyos vétkekért, illetve a rituális tisztátalanság bizonyos eseteiben előírt megtisztulási szertartás része; s mindazon törvények, melyek arra az esetre vonatkoznak, ha az egyik áldozat bemutatására hozott madarak összekeverednek egy másik áldozat bemutatására hozott madarakkal.
Misna: 3 fejezet; Toszefta: fejezet; bTalm: lap; jTalm: -

### Hatodik rend:Tohorót(Tisztulások) –טהרות
(Más kiejtésben Táhárót.) A rituális tisztaság és tisztátalanság törvényei. Már a talmudi időkben is a Misna egyik legnehezebb rendjének tartották. Ehhez a rendhez – a Niddá traktátuson kívül – nem készült Gemárá.

#### Kélím(Edények) –כלים
A különféle edényekre vonatkozó rituális tisztátalanság fajtái: hogyan válnak tisztátalanná, elkészítésük melyik szakaszában tekinthetők már elkészültnek, miáltal ki vannak téve a rituális tisztátalanság lehetőségének, illetve mely részeik vannak kitéve a rituális tisztátalanság lehetőségének.
Misna: 30 fejezet; Toszefta: 25 fejezet; bTalm: lap; jTalm: -

#### Oholót(Sátrak) –אהלות
A holttestet tartalmazó sátor rituális tisztátalanságának törvényei, illetve a holttestekre vonatkozó egyéb törvények.
Misna: 18 fejezet; Toszefta: 18 fejezet; bTalm: lap; jTalm: -

#### Negáim(Érintések, Csapások; Cáráát – lepra) –נגעים
A leprásságra (poklosságra) vonatkozó törvények: a személyek, a ruhák és a hajlék vonatkozásában, illetve megtisztításuk.
Misna: 14 fejezet; Toszefta: 9 fejezet; bTalm: lap; jTalm: -

#### Párá(Tehén) –פרה
A vörös tehén (párá ádummá), illetve a tisztító víz hintésének törvényei.
Misna: 12 fejezet; Toszefta: 12 fejezet; bTalm: lap; jTalm: -

#### Tohorót(Tisztulások) –טהרות
(Más kiejtésben Táhárót.) A rituális tisztátalanságra vonatkozó törvények (a Tóra és a rabbinikus rendelkezések alapján) és a rituális tisztátalanságra vonatkozó általános elvek.
Misna: 10 fejezet; Toszefta: 11 fejezet; bTalm: lap; jTalm: -

#### Miqváót(Rituális fürdők) –מקואות
A rituális fürdőkre vonatkozó törvények: megépítésük szabályai, illetve mely esetekben tekintendők alkalmatlannak. A rituális megmerítkezés törvényei.
Misna: 10 fejezet; Toszefta: 8 fejezet; bTalm: lap; jTalm: -

#### Niddá(Menstruáló nő) –נדה
A menstruáló asszony, a menstruáláson kívüli vérfolyás, illetve a gyermekágyas nő rituális tisztátalanságára vonatkozó törvények.
Misna: 10 fejezet; Toszefta: 9 fejezet; bTalm: 73 lap; jTalm: 13 lap

#### Máchsirín(Előkészületek, Fogékonyságok) –מכשרין
Miképpen válhatnak rituálisan tisztátalanná az étkek, ha bizonyos folyadékokkal érintkeznek.
Misna: 6 fejezet; Toszefta: 3 fejezet; bTalm: lap; jTalm: -

#### Závím(Magfolyósak) –זבים
Itt kerülnek megtárgyalásra a magfolyással, a testi váladékokkal kapcsolatos törvények, illetve a folyásos rituális tisztátalanság átadása érintés által.
Misna: 5 fejezet; Toszefta: 5 fejezet; bTalm: lap; jTalm: -

#### Tevúl jóm(Napközbeni bemerítkezés) –טבול יום
Annak a törvénye, aki tisztátalanság miatt megfürdött, de napnyugtáig tisztátalannak tekintendő.
Misna: 4 fejezet; Toszefta: 2 fejezet; bTalm: lap; jTalm: -

#### Jádajim(Kezek) –ידים
A kézmosás törvényei és a kezek rituális tisztátalanságára vonatkozó rabbinikus szabályok. Ugyanebben a traktátusban szó esik más dolgokra vonatkozó rabbinikus szabályokról is.
Misna: 4 fejezet; Toszefta: 2 fejezet; bTalm: lap; jTalm: -

#### Ukcín(Kocsányok) –עוקצין
A kocsányok és a rajtuk függő gyümölcsök rituális tisztátalanságának törvényei; melyek a gyümölcs azon ehetetlen részei, amelyek mégis a gyümölcs részének tekintendők abban az értelemben, hogy közvetíthetik a rituális tisztátalanságot; valamint ugyanezen okfejtésekből levezethető egyéb dolgokra (pl. különböző anyagok együttes kezelésére, húsos csont fogyasztására) vonatkozó szabályok.
Misna: 3 fejezet; Toszefta: 3 fejezet; bTalm: lap; jTalm: -

## Másszechtót qetánnót – Kisebb traktátusok –מסכתות קטנות
Az ún. Kisebb traktátusokat, melyek egyike-másika meglehetősen hosszú, a gáón-ok (geonim) Külső traktátusnak (Másszechtót chícónít מסכתות חיצונית) is nevezték. E traktátusokban sok mindenről szó esik: közös vonásuk, hogy nincsen meghatározott helyük a Misnában vagy a Talmudban, még ha számos esetben hivatkoznak a Tórára és a legfontosabb haláchikus elvekre. Ezek a traktátusok arra utalhatnak, hogy valamikor létezett a Misnának más, a jelenlegitől eltérő rendje is.

#### Ávót de-Rábbi Nátán(A R. Nátán féle „Atyák”) –אבות דרבי נתן
Az Ávót traktátus kiegészítése és kibővítése; a Misna bölcs rabbijainak útmutatásait és bölcs mondásait tartalmazza. 41 fejezetből áll.

#### Szófrím(Írnokok) –סופרים
A Tóra-tekercsekre vonatkozó törvények: miképpen kell megírni, mi a Tóra elfogadott maszoretikus szövege, a Tóra és a Háftárák felolvasásának törvényei. 24 fejezetből áll.

#### Szmáchót(Örömök, Ünnepi alkalmak) –שמחות
A gyászolás törvényeit tárgyaló traktátus eufemisztikus elnevezése (valódi címe: Ével rábbátí, „Nagy gyász”). A temetés, a gyászbeszéd és a gyász törvényei. 14 fejezetből áll.

#### Kállá(Menyasszony) –כלה
A házasság törvényei, illetve a nemi kapcsolatokban szükséges mértékletesség. 1 fejezetből áll.

#### Kállá rábbáti(Nagy menyasszony)כלה רבתי
A kívánatos magatartás törvényei, főleg zsidókra, és különösen a tudósokra vonatkoztatva. Mivel a házasság és a mértékletesség törvényeinek megtárgyalása vezeti be, e traktátus a Kállá Rábbá nevet kapta, hogy az előző, rövidebb traktátustól meg lehessen különböztetni. 10 fejezetből áll.

#### Derech erec rábbá(Föld útja, a nagyobbik) –דרך ארץ רבה
Etikai traktátus, mely az illemtan és az etika általános törvényeivel foglalkozik. 11 fejezetből áll.

#### Derech erec zútá(Föld útja, a kisebbik) –דרך ארץ זוטא
Etikai traktátus, a tudós által követendő viselkedéssel és magatartással foglalkozik. Ehhez a traktátushoz csatlakozik a Pereq Hásálom (a békesség fejezete), amely a békét dicséri. Utóbbival együtt 11 fejezetből áll, úgyhogy neve ellenére egyáltalán nem rövid.

#### Gérím(Jövevények, Betértek) –גרים
A betértekre vonatkozó törvények: az igaz prozelita (gér cedek) és az ottlakó idegen (gér tósáv, olyan nem-zsidó, aki felhagyott a bálványimádással), valamint az áttérés törvényei. 4 fejezetből áll.

#### Kútím(Szamaritánusok) –כותים
A szamaritánusokra vonatkozó rabbinikus törvények, akiket a zsidók és a nem-zsidók között elhelyezkedő szektának tekintettek. 2 fejezetből áll.

#### Ávádím(Szolgák) –עבדים
A zsidó szolgákra vonatkozó rendelkezések. 3 fejezetből áll.

#### Széfer Tórá(Tóra-tekercs) –ספר תורה
A Tóra-tekercs megírásának törvényei, különös tekintettel azokra a szavakra, melyeket különleges módon kell írni. 5 fejezetből áll.

#### Tefilín(Imaszíjak) –תפילין
A fejre és karra illesztendő imaszíjak, illetve a bennük lévő pergamen megírásának törvényei. 1 fejezetből áll.

#### Cícít(Szemlélőrojtok) –ציצית
A szemlélőrojtok törvényei. 1 fejezetből áll.

#### Mezúzá(Mezúzák) –מזוזה
Az ajtófélfára helyezett pergamen: annak megírására és elhelyezésének módjára vonatkozó törvények. 2 fejezetből áll.

## Jézus a Talmudban
A Talmud megemlékezik Jézusról, akit a keresztények Krisztusnak (jelentése: Felkent), Isten egyszülött fiának neveznek. A Jézusról szóló talmudi fejezeteket és példázatokat Peter Schäfer professzor (Princeton Judaisztika Intézet tanszékvezető) gyűjtötte össze, mint könyvében említé: a zsidó-keresztény párbeszédet elősegítendő. Könyve e vizsgálódás elérményeit tartalmazza. A Talmud Jézusról szóló részei a kereszténység visszatükröződése a rabbinikus judaizmusban, annak kereszténységre adott irodalmi és teológiai válaszának nagy forrásértékű elemét adják. Schäfer megjegyzi, hogy a Talmud Jézusról tett állításai nem jelentik azt, hogy ezek valóban megestek volna (történeti érték, historikusság), de azt, hogy ezek kifinomult ellen-narratívák Jézus evangéliumokban ábrázolt életét és halálát illetően. Ezen ellen-narrativák az evangéliumok részletes ismeretéről tanúskodnak, különösen ami János evangéliumát illeti. Ezen ellen-narrativák polémikusak, az újtestamentumi történeteket gúnyolják, parodizálják, különösképpen Jézus születését és halálát. Schäfer hangsúlyozza, hogy e talmudbéli részleteket nem szabad figyelmen kívül hagyni (pl. kitalációként leírni) vagy jelentéktelenként feltüntetni. Jelentőségük abban áll, hogy e talmudbéli részletek a rabbinikus judaizmus írásban adott válaszai az újszövetségre, különösképpen a négy evangéliumra.

### Yeshu
Jézus neve héberül Yeshua. A "Yeshu" Jézus arámi megfelelője. Egy másik elmélet szerint Talmud írói Jézus nevéből szójátékot űzvén ezt „Yeshu”-ra rövidíték, mely egy kezdőbetűkből alkotott szó (mozaikszó): Yimakh Shemo (יִמַּח שְׁמוֹ). Jelentése: „töröltessék el a neve és emlékezete”.  A Yimakh Shemo a legerősebb átoknak számít a héber nyelvben. Ez utóbbi elméletet cáfolja az, hogy a Yeshu nevet eredeti szarkofágokon is megtalálták.[forrás?]

### A Talmud képe Jézusról
A Jézust illető talmudi példázatok az alábbi témacsoportokra bonthatóak:
- Jézus szülei/származása
- A tanítvány, aki rossz útra tévedt
- A léha/kicsapongó tanítvány
- A Tóra tanítója
- Gyógyítás Jézus nevében
- Jézus kivégzése
- Jézus tanítványai
- Jézus büntetése a pokolban

#### Jézus szülei
A Talmud szerint (b Shab 104b) Jézus vér szerinti atyja egy „Pandera” nevű római katona volt, hivatalos apja pedig egy „Papposz ben Yehuda” nevű zsidó. Jézus tehát egyfelől törvénytelen gyerek (fattyú), másfelől pedig egy nem-héberrel (goj) való kapcsolatból származik, vagyis korcs (héberül : mamzer, ami jelölhet fattyat és korcsot is). A római katona neve különböző szövegváltozatokban Pendera/Pantera/Pantiri (és hasonló alakok). A Talmud kutatói szerint az ősforrás „Panthera” lehetett, amely vagy a párduc (pantheros) bujaságát jeleníti meg, vagy pedig egy betűcserés szójátékkal a kereszténységben szent szűznek (parthenos) ismert Mária fogantatását gúnyolja ki. Ez a talmudi rész ugyan hallgat a gyermek nevéről, de több rabbinikus forrás úgy utal Jézusra mint „Jézus, Pandera fia”. A Pandera-történet Celsus pogány filozófusnál is megjelenik, aki egy zsidó szájába adva írja le a történetet. Schäfer megfigyelése szerint a két történet szerinte teljes egyezése egy közös zsidó forrást enged feltételezni. Jézus anyja, „Miriam” egy házasságtörő nő, „aki hosszúra növesztette a haját”, ami az erkölcstelenség és kicsapongás szimbóluma.
Jézus szűz általi nemzésének kigúnyolása még egy helyen megjelenik (b Bekh 8b), ahol Yehoshua b. Hananya rabbi vitatkozik athéni görög bölcsekkel. A történet valószínű mondanivalója, hogy a Jézus szűztől való csodás születése annyira lehetséges, „mint egy öszvértől való születés”.

#### A rossz útra tévedt tanítvány
b Sanhedrin 103a „Jézus egy olyan tanítvány volt, aki elrontotta az ételt”. Az étel elrontása egy szexuális kifejezés, értelmét megvilágítja a példabeszéd, melyben rabbi Kahana ráv Abba ágya alá mászik, hogy kihallgassa, a ráv mit csinál és miről beszél szexuális érintkezés közben a feleségével. „Aki elrontja az ételt” egy olyan embert jelöl, aki nyilvánosan házasságtörő életmódot folytat, és szégyent hoz tanáraira és szüleire. Schäfer szerint az is elképzelhető, hogy a Talmud itt Jézusnak Mária Magdolnával való kapcsolatát fordítja visszájára, amennyiben a Lukács 7:36-50 ben szereplő „erkölcstelen asszonyt” Mária Magdolnával azonosítjuk. Jézus és Mária Magdolna „viszonyával” a gnosztikus evangéliumok is foglalkoznak, és lehetséges, hogy a Talmud összeállítói e hagyományt is ismerték.
b Ber 17a–b „(...)hogy ne legyen olyan fiunk vagy tanítványunk aki nyilvánosan elrontja az ételt, mint a Názáreti Jézus (Yeshu ha-Notzri).” A teljes történetben Jézus Doeg, Ahitófel és Geházi társaságában találja magát. Közös bennük, hogy mind a hárman rossz útra tévedt bizalmasok voltak: Dávid király bizalmasa Ahitófel, aki őt elárulva Absolon szolgálatába szegődik (később felakasztotta magát); Az edomita Doeg Saul bizalmasa volt és Nob papjait ölte meg Saul parancsára; Geházi pedig Elizeus próféta bizalmasa volt, akit Elizeus leprával átkozott meg mohósága miatt.

#### A léha/kicsapongó tanítvány
b Sanh 107b, y Sanh 130ff „Jézus mágiát űzött, megtévesztette és félrevezette izrael népét.” Szintén ez a történet tartalmazza: „Jézus fölállított egy téglát és azt imádta”. A téglából való bálvány fölállítása és imádása babiloni szokás volt. Szintén e talmudrészlet szerint Jézus egyiptomban tanult mágiát.

#### Jézus kivégzése
m Sanh 6:1 Jézus egy bálványimádásra csábító ember (mesit) volt, aki mágiát űzött és Izraelt tévútra vezette. A zsidó kivégzések előtt a kivégzendő előtt pár méterrel egy hírnök járt, aki fennhangon sorolta a kivégzendő bűneit, hogy amennyiben van valaki aki szerint az illető ártatlan, és bizonyítani tudja, előléphessen és megmenthesse az illetőt.
Jézus esetében (talmudi verzió) eltértek ettől: 40 nappal kivégzése előtt hírnök járta be az utat amin Jézust vezették a halálba. Ez szokatlan volt, mivel a hírnöknek közvetlenül a kivégzendő előtt kellett volna haladnia, pár méterrel, ugyanazon a napon; a változás oka hogy Jézus „közel állt a kormányhoz”, („barátai voltak magas helyeken”) és a rabbik biztosra akartak menni, hogy meghal, amiért még a törvény rendelését is túlteljesíték. A negyvennapos megelőző hírnökjárásnak valószínű oka, hogy „bebizonyítsa”: Jézus híveinek negyven napjuk volt hogy védjék mesterüket, és így sem sikerült, megerősítve hogy Jézus egy csaló és hamis próféta.
A Talmud szerint Jézust megkövezték majd felakasztották, ami ellentétben áll a keresztény hagyomány keresztrefeszítésével. Ennek oka a narratíva polemikus mivoltában keresendő. A bavli felségjogot formál Jézusra, hogy véglegesen eltaszítsa. „Jézus eretnek volt, közülünk sokat elcsábított, de elintéztük zsidó törvény szerint, megkapta ami érdemelt, és ennyi a történet.”
A Talmud leírása a teljes visszájára fordítása az újszövetségi leírásnak, a zsidó szégyennek és bűnnek: „igenis elfogadjuk – érvel – a felelősséget ez eretnek haláláért, de semmi ok arra, hogy szégyent vagy bűntudat érezzünk miatta. Nem vagyunk gyilkosai a Messiásnak, Isten fiának, hanem a jogos kivégzői egy káromlónak és bálványimádónak, akit a törvényünk teljes súlya által ítéltünk halálra.”

#### Jézus tanítványai
b Sanh 43a–b Az újszövetség tanúsága szerint Jézus tanítványokat gyűjtött maga köré, tizenkettőt, ami Izrael tizenkét törzsét jelképezte. A Talmud szerint Jézusnak öt tanítványa volt: „Mattai, Naqqai, Netzer, Buni, és Todah”. Mindegyik tanítványt megidézik a rabbik elé, ahol a saját nevükre hivatkozva védekeznek, azonban a rabbik visszájára fordítják a védekezésüket és mindegyiket halálra ítélik. Ezek kitalált beszélő nevek, Jézus egyes tulajdonságaira utalván arra szolgálnak hogy kifigurázzák őket. A Mattai a példázatban azt jelenti, hogy Jézus soha nem fog föltámadni, mi több, a neve is nyomtalanul elfelejtődik.
Naqqai arra utal, hogy Pilátus ártatlannak (naqi) találta őt, de a zsidók szerint egyszerűen ez a neve; Netzer neve azt jelenti „hajtás”, és Izajásra utal (Iz 11:1 – „Vessző kél Izáj törzsökéből, hajtás sarjad gyökeréből”), ami pedig Máté evangéliumára utal, ahol Jézus Dávidnak, Izáj fiának leszármazottja. A rabbik viszont, szintén Izajás nyomán „utálatos hajtásnak” nevezik, akit „szennyes hulladékként kidobnak a sírból” (Iz 14:19). A Bavli szerint Jézus káromló és bálványimádó, aki rengeteg embert tévútra vezetett, ezért megérdemli hogy holtteste temetetlenül heverjen. A Bavli szerint sem Jézus, sem a tanítványai nem fognak soha feltámadni. Meghaltak és tanításuk örökre elenyészik.
Ami Bunit illeti, az implikációk még merészebbek. Először is Buni Isten fiának mondja magát. Ez a Zsoltárok 2:7-re utal: „A fiam (beni) vagy, ma adtam neked életet.” Az Újszövetségben amint Jézust megkereszteli a Keresztelő, a mennyek megnyílnak, a Szentlélek galamb formában leereszkedik, és egy mennyei hang kihirdeti: „Ő az én szeretett fiam, őt hallgassátok” (Mk. 1:10f.; Mt. 3:16f.; Lk. 3:21f)– nyilvánvaló utalás a Zsoltárok 2:7-re. Ugyanez igaz Jézus színeváltozására a hegyen („Ő az én szeretett fiam!” Mt. 16:5; Mk. 9:7; Lk. 9:35). Ez visszaköszön Pál apostolnak az antiochiai zsinagógában elmondott beszédére, amely szintén a Zsolt 2:7-tel vezeti fel Jézus történetét. Végezetül a Zsidóknak írt levél is megemlíti a Zsolt 2:7-et (Zsid 1:5, 5:5).
Másodszor, Buni Isten elsőszülöttjének mondja magát. Pál apostolnál: „Ő a láthatatlan Isten képmása, minden teremtmény elsőszülötte. Mert benne teremtett mindent a mennyben és a földön(…) Mindent általa és érte teremtetett.” (Kol 1:15-16) Krisztus feltámadt a halálból elsőként a halottak közül. „Mivel egy ember idézte elő a halált, a halottak is egy ember révén támadnak fel. Amint ugyanis Ádámban mindenki meghal, úgy Krisztusban mindenki életre is kel.” (1 Kor. 15:20–22); Jézus és a követői az új Izrael, az „ígéret gyermekei”, szemben a „test gyermekeivel”: „Más szóval: nem a testi származás szerinti utódok Isten gyermekei, hanem az ígéret gyermekeit nevezik utódnak.” (Róm 9:8) Pál folytatja, Ozeást idézve: „amint Ozeásnál mondja: Népemnek hívom azt, amely nem népem, s kedveltnek azt, amely nem kedves nekem.” (Róm 9:25) Tehát amikor Buni Isten (szeretett) fiának mondja magát, az (igazi) elsőszülöttnek, akkor a beteljesülés-teológiát (szupercesszionizmus) idézi: a keresztény egyház felülírta a „régi Izraelt”, a zsidóságot. Amire a rabbik így válaszolnak: „te bolond, nem az Isten de a fáraó elsőszülötte vagy, a gonosz fia aki hiába próbálta megsemmisíteni Izraelt.”
Végezetül Todah, kinek a neve „hálaadási áldozatot” jelent. Ő ezt mondja: „én vagyok a hálaadó áldozat Izraelért”, de a rabbik így válaszolnak: „Pont fordítva: a kivégzésed – amely nem áldozat a szó kultikus értelmében – elkerülhetetlen és a kivégzőid Isten akaratát töltik be.”. A talmudi narratívától eltérően az Újszövetségeben Jézus engesztelő áldozatként jelenik meg. Pál Jézust „jó illatú áldozati adománynak” nevezi. (Ef 5:1) A zsidókhoz írt levél Jézust az új főpapként említi: „Ha ugyanis a bakok és bikák vére meg az üsző hamva a tisztátalanokra hintve külsőleg tisztává teszi őket, mennyivel inkább megtisztítja lelkiismeretünket a holt cselekedetektől Krisztus vére, aki az örök Lélek által saját magát adta tiszta áldozatul az Istennek, hogy az élő Istennek szolgáljunk.” (Zsid 9:13-15) A főpap minden évben egyszer idegen áldozat vérével a ruháján lépett be a szentélybe: Jézus a bűneinkért önnön vérét adván, áldozatként magát nyújtván támadott fel és emelkedett fel a mennybe.

#### Jézus büntetése a pokolban
b Git 56b–57a A kereszténység tanítása szerint Jézus a feltámadása után 40 nappal fölment a mennybe. Nem meglepő módon, a Talmud teljesen másképp ábrázolja ezt. A Talmud szerint Onqelos – aki állítólag a héber Biblia arámra fordítója – megidézi a „Názáreti Jézust” (Yeshu ha-notzri) a sírból, és megkérdezi mi a büntetése a pokolban. „Jézus” azt válaszolja: „a forró ürülék”. Némely kézirat/kiadás helyettesíti Jézust „Izrael bűnöseivel” (posh’e Yisrael). Schäfer megállapítása, hogy először Jézus volt a példabeszéd alanya, később cserélték ki „Izrael bűnöseire”, hiszen a legkorábbi kéziratokban Jézus szerepel. A forró ürülékben főzés a Talmudban a rabbik kinevetésének büntetése. A forró ürülékben főzés szintén értelmezhető úgy, mint Jézus utolsó vacsorán elmondott szavainak, illetve az átlényegülésnek a rosszindulatú kigúnyolása.

### Összefoglalás, a talmudbéli Jézus-narratíva utóélete
- Jézus a Talmudban kevés alkalommal fordul elő.
- A róla szóló narratívák koherens, egységes egészet alkotnak: kurafi, bálványimádó, Egyiptomba ment mágiát tanulni, kicsapongó, rengeteg embert félrevezetett tanaival, a pokolban főzik forró ürülékben.
- A Talmud Jézusról szóló részei napvilágra kerülvén időről-időre zsidóellenes (antijudaista és antiszemita) feszültségeket gerjesztettek a befogadó többségi keresztény társadalomban. A keresztény értékrend szerint ugyanis e gyalázások istenkáromlásnak (blaszfémia) minősülnek.

## A Talmud és a keresztény egyházak

### Katolikus egyház
A Talmudot az évszázadok folyamán számos pápa betiltotta és elégetésre ítélte.
- 1239: a Talmud összes fellelt példányát, a Misnával és a Gemárával együtt elégették IX. Gergely pápa rendeletére. Levelet küldtek Franciaországba, Angliába és Spanyolországba, hogy a Talmudot egy adott napon be kell gyűjteni és a dominikánusok illetve minoriták részére átadni. E rendek voltak hivatva a zsidó írásokat ellenőrizni, és ha bármiféle eltévelyedést találtak, megsemmisíteni. A parancsot teljesen csak Franciaországban hajtották végre.
- 1244: IV. Ince pápa megparancsolta IX. Lajos királynak a Talmud összes példányának elégetését. A parancsot megismételték 1248-ban és 1254-ben.
- 1415: XIII. Benedek elrendelte valamennyi itáliai püspökségnek a Talmud összes példányának begyűjtését. A zsidóknak meg lett tiltva bármiféle keresztényellenes irodalom birtokolása.
- 1555: A római inkvizíció utasításaira a zsidók házait átkutatták és az összes Talmudot elkobozták; ezeket elégették a Rosh Hashanah, a zsidó újév első napján. III. Gyula pápa a kiközösítés terhe alatt megtiltotta valamennyi kereszténynek a Talmud olvasását, birtoklását vagy nyomtatását.
- 1559: Miután a Talmudot és több más zsidó hitéleti írást Indexre tették, Sziénai Sixtus inkvizitor parancsára a cremonai héber iskola könyvtárát megsemmisítették. Mintegy 12000 könyvet égettek el.
- 1564: A tridenti Index alapján az összes zsidó hitéleti, doktrinával foglalkozó írást betiltották, kivéve azokat, melyeket megtisztítottak a keresztényellenes mondanivalótól. A megtisztított Talmudot forgalomba engedték, de csak azután, hogy a zsidó közösség egy tetemes pénzügyi ajándékot adott a pápának.
- 1565: Az összes kabbalisztikus irodalmat betiltotta a római inkvizíció.
- 1592: VIII. Kelemen megtiltotta úgy a keresztényeknek mint a zsidóknak a talmudi, kabbalisztikus, vagy egyéb „istentelen iratok” birtoklását, olvasását, vásárlását és forgalmazását, amely iratok, akár másolt vagy nyomtatott formában, akár héberül vagy más nyelveken eretnekségeket vagy egyházellenes támadásokat tartalmaztak. Ezeket az iratok, akár megtisztítva, akár nem, megsemmisítésre ítélték. 1596-ban ezt módosították: megengedték a „Machsor”, az alap zsidó imakönyv kiadását, de csakis héberül.
- 1775: XIV. Kelemen megerősítette a zsidó hitelvi iratok 1559-es, 1564-es és 1592-es tilalmát; bármely héber nyelvű könyvet csakis a magister palatii (a pápai cenzúra vezetője) engedélyével lehetett adni-venni.

## A Talmud hatása
A Talmud döntő befolyással lett a zsidóság vallási és szellemi életére. Tanulmányozása mellett, kivált a 16. századtól a 18. század végéig, minden egyéb tudományos foglalkozás majdnem kiszorult a zsidóság köréből; magyarázták, kivonatolták, lefordították és kodifikálták.

## Talmud-magyarázatok
- a Talmud kétségkívül legfontosabb, legalaposabb, megkerülhetetlen és gyakorlatilag nélkülözhetetlen magyarázója Rási (Salamon ben Jicchák)
- az ún. toszafisták
- csupán a Misnát Obadia Bartinura és Heller Lipmann látták el közkézen forgó kommentárokkal
- a babiloniai Talmud haggádai (azaz elbeszélő) részeit egyebek közt Jákob ben Chabib kivonatolta, akinek Én-Jákób (Jákób kútja) című könyvét (1. kiad. 1544 és 1566) számos toldalékkal és magyarázattal látták el; német fordításban Wünsche A., Der babylonische Talmud in seinen haggadischen Bestandtheilen (Lipcse, 1886)
- a jeruzsálemi Talmud aggádai részeit pedig Sámuel Jaffe a Jefé máreh című könyvében (Velence 1590)
- a Talmud haláchai (vagyis törvényi) tartalmát többen is összeállították, illetőleg törvénykönyvbe szedték: Álfászi (Jichák Fezzi); Maimonidész; Jákob ben Áser, akinek Árbáá Túrim (Négy torony) c. könyvének négy részre való felosztása ezentúl mértékadó is maradt; valamint Joszéf Káró (1488–1575) Sulchán Áruch („Terített asztal”) című művében

## Külföldi fordítások
- Latin nyelven megjelent a Misna majdnem összes, a Talmudnak pedig több része;
- arabul és spanyolul az egész Misna

### Babiloni Talmud

#### Angol
- The Schottenstein Edition of the Talmud, Mesorah Artscroll Publications, New York. (párhuzamos szöveggel); Mesorah Talmud site
- Isidore Epstein, The Soncino Talmud, Soncino Press. (angol és párhuzamos fordításban is); CD-ROMon: Soncino Talmud site
- I. Epstein The Babylonian Talmud. Translated into English with notes, glossary and indices, 35 vol., London, 1935–1952; (utánnyomás: 18 vol. London, 1961)
- Jacob Neusner, The Talmud of Babylonia. An American Translation, Atlanta, 1984-1995, Scholars Press for Brown Judaic Studies. (teljes)
- Adin Steinsaltz, The Talmud: The Steinsaltz Edition, Random House, 22 vol. (nem teljes); Steinsaltz Talmud site
- Michael L. Rodkinson: The Babylonian Talmud, 10 vol., 1918 (nem teljes);

#### Német
- Lazarus Goldschmidt, Der Babylonische Talmud, 12 vol., Frankfurt, 2002 (ISBN 3-633-54200-0) (eredeti: Berlin, 1929–1936)

#### Francia
- The Safra Edition Talmud Bavli. Mesorah Artscroll Publications, New York

### Jeruzsálemi Talmud
- Jacob Neusner, Talmud of the Land of Israel: A Preliminary Translation and Explanation, University of Chicago Press
- Schottenstein Edition of the Yerushalmi Talmud Mesorah Artscroll Publications, New York;

## Magyar fordítások időrendben
Magyarul sem a Misnának, sem a Talmudnak nincs teljes fordítása, mindkettőből csupán elenyésző számú szemelvény jelent meg eddig.
- Pirké ávót, több fordításban a magyar zsidó imakönyvekben
- Derech erec, in: Krausz Sámuel: Talmudi életszabályok és erkölcsi tanítások, Budapest, 1894, Az Izraelita Magyar Irodalmi Társulat (IMIT) kiadványa
- Huber Lipót: A Talmud, különös tekintettel az Új-Szövetségre, Szerzői kiadás, Budapest, 1897, 280 p (elektronikus elérés:  és ), (→ reprint kiadás: Históriaantik könyvesház Bt., Budapest, 2015, (a katalógusokban formailag hibás ISBN-nel szerepel) ISBN  9879639697094)
- Frisch Ármin: Szemelvények a Biblia utáni zsidó irodalomból, Pallas Irodalmi és Nyomdai Rt., Budapest, 1906 (→ reprint kiadás: Auktor Könyvkiadó, Budapest, 1993, ISBN 963-7780-24-6, 413 p), 77–151. oldala
- A Talmud könyvei, fordította és összeállította Molnár Ernő, Korvin Testvérek Könyvnyomdája, Budapest, 1921–1923 (→ reprint kiadás: IKVA kiadó, Budapest, 1989, ISBN 963-0265-11-7, 516 p, elektronikus elérés:  Archiválva 2016. április 18-i dátummal a Wayback Machine-ben)
- A Talmud – A Babilóniai Talmud, válogatta és fordította Domán István, Orex Bt., Budapest, 1994, ISBN 963-8126-04-3, 209 p.
- Talmud – Új fordítás, 2017, 2 db kötet tokban, 1500 db példány. A Talmud 19 fejezetének első magyar fordítása. Az Egységes Magyarországi Izraelita Hitközség (EMIH) gondozásában megjelent kétkötetes mű, amely az eredeti héber, illetve arámi szöveg mellett közli a fordítást, illetve a magyarázatokat is.

## Konkordanciák
- Chayim Yehoshua Kasovsky, Thesaurus Talmudis. Concordantiae Verborum quae in Talmude Babilonico reperiuntur, 41 vol., Jerusalem, 1954–1982.
- Biniamin Kosowsky, Thesaurus Nominum Quae in Talmude Babylonico Reperiuntur, Jerusalem, 1976

## Külső hivatkozások

### Teljes szöveg héberül
- Misna Archiválva 2012. december 5-i dátummal az Archive.is-en
- Tószefta Archiválva 2013. október 11-i dátummal az Archive-Iten
- Talmud Jerusálmi Archiválva 2013. október 11-i dátummal az Archive-Iten
- Talmud Bávli Archiválva 2013. október 11-i dátummal az Archive-Iten
- Talmud-szöveg a Snunit lapján

### Angol fordítások
- A Soncino kiadásában megjelent teljes fordítás
- Rodkinson-féle fordítás (1903, nem teljes)

### Egyéb
- Fotók a Talmud Bávli nyomtatott oldalairól (angol – héber – jiddis audio-fájlokkal)
- Talmud-alap, alapvető eligazítás az Országos Rabbiképző, Zsidó Egyetem honlapján
- Magyar nyelvű részletek a Talmudból a Wikiidézetben
- Magyar nyelvű részletek a Talmudból a zsido.hu oldalán Archiválva 2012. augusztus 9-i dátummal a Wayback Machine-ben
- Misna.hu
- Eliyahu Krupnick: Bevezetés a Talmud tanulmányozásába
- 2013-as videóbeszélgetés Domán Istvánnal, a Talmud egyik magyar fordítójával